# Inkräktarna (1974)
Inkräktarna är en fransk-svensk film från 1974 i regi av Torgny Wickman och David Gilbert. I rollerna ses bland andra Börje Nyberg, Jacqueline Laurent och Stellan Skarsgård.

## Om filmen
Inspelningen ägde rum på Wegersbergs gård i Katrineholm med Ove Wallius som producent och efter ett manus av Wickman. Fotografer var Hans Dittmer och Arne Brandhild och klippare Gilbert. Filmen har aldrig visats i Sverige på grund av de sadomasochistiska inslagen i filmens sexscener.

## Rollista
- Börje Nyberg – Simon Delaney
- Jacqueline Laurent – Helen Delaney, hans fru
- Stellan Skarsgård	– Peter, Simons och Helens son
- Gilda Aranico	– Paula
- Chris Chittell – Richard
- Jim Steffe – Hans, Richards vän
- Evelyne Deher	– Lisa, Simons sekreterare
- Anita Ericsson – Ulla, tjänsteflicka
- Bert Bellmann	– Philip Spencer
- Torgny Wickman – reporter

### Fotnoter
1. 1 2  ”Inkräktarna”. Svensk Filmdatabas. http://sfi.se/sv/svensk-filmdatabas/Item/?itemid=4939&type=MOVIE&iv=Basic&ref=/templates/SwedishFilmSearchResult.aspx?id%3d1225%26epslanguage%3dsv%26searchword%3dinkr%C3%A4ktarna%26type%3dMovieTitle%26match%3dBegin%26page%3d1%26prom%3dFalse. Läst 29 april 2013.